# Hyalorbilia
Hyalorbilia es un género de hongos de la familia Orbiliaceae. El género incluye 10 especies, y fue circunscripto en el 2000.

## Especies
- Hyalorbilia arcuata Baral, M.L.Wu & Y.C.Su 2007
- Hyalorbilia berberidis (Velen.) Baral 2000
- Hyalorbilia biguttulata Baral, M.L.Wu & Y.C.Su 2007
- Hyalorbilia brevistipitata B.Liu, Xing Z.Liu & W.Y.Zhuang 2005
- Hyalorbilia erythrostigma (W.Phillips) Baral & G.Marson 2000
- Hyalorbilia fusispora (Velen.) Baral & G.Marson 2000
- Hyalorbilia inflatula (P.Karst.) Baral & G. Marson 2000
- Hyalorbilia juliae (Velen.) Baral, Priou & G.Marson 2005
- Hyalorbilia lunata (Korf) Baral 2000